# Кеті Хомата
Кеті Хомата (24 жовтня 1946 — 24 жовтня 2010, Афіни) — грецька співачка, представниця покоління музикантів «Нової хвилі».

## Біографія
Кеті Хомата народилася і жила у Афінах (за іншими джерелами, народилася на острові Наксос), в центральному районі Плака. В юності навчалась мистецтву класичного танцю. Коли до Греції повернувся з Франції грецький композитор Янніс Спанос, шукаючи нові голоси, які б стали новим віянням, новою хвилею в грецькій музиці, він зрештою почав співпрацю із Кеті Хомата.
За свою музичну кар'єру Кеті випустила 18 альбомів, заспівала близько. Гастролювала із концертами не тільки в Греції, але й для діаспори в США, Канаді, Німеччині, на Кіпрі. Останній гастрольний тур співачки відбувся взимку 2009—2010 року, вона співала на сцені Одісія в Газі разом з іншими артистами «Нової хвилі», серед яких Попі Астеріаді, Міхаліс Віоларіс, Костас Караліс.
Кеті Хомата була одружена, мала двох дочок.
24 жовтня 2010 Кеті Хомата померла в афінській клініці, госпіталізована після автомобільної аварії. Аварія ускладнила стан здоров'я Кеті, яка впродовж останніх кількох років хворіла на рак. Похована на кладовищі Іліуполіса.

## Дискографія
- «Θεσ/νίκη 1965: Φεστιβάλ Ελλ. Τραγουδιού» (1965)
- «Το <Νέο Κύμα> στο Ελλ. Τραγούδι» (1965)
- «Αποδημίες» (1965)
- «Τα τραγούδια της Κ. Χωματά» (1967)
- «Ανθολογία 1-2» (του Γ. Σπανού, 1967, 1968)
- «Το <Νέο Κύμα> τραγουδά Χατζιδάκι» (1969)
- «Κ. Χωματά, 3» (1969)
- «Σκιές στην άμμο» (1969)
- «Ερωφίλη» (1970)
- «Φωτογραφίες» (1971)
- «Θαλασσάκι μου» (1972)
- «Πικρές αλήθειες» (1974)
- «Καφενείον <Η Ευρυτανία>» (1974)
- «Τα ωραιότερα τραγούδια» (1976)
- «Θα σου δώσω τις χαρές όλου του Κόσμου» (1977)
- «Στ. Κουγιουμτζής: Σε Α΄ εκτέλεση» (1983)
- «Από τραγούδι σε τραγούδι» (1984)
- «Αυθόρμητα» (1987)
- «Μεγάλες επιτυχίες» (1991)
- «Ένα καράβι όνειρα» (1992)
- «Μη χάνεσαι» (1992)
- «Μια φορά θυμάμαι» (1993)
- «Το άλλο <Νέο Κύμα>, 1-2» (1993)
- «Τζένη, Τζένη» (1994, κιν/γραφική ταινία: 1966)
- «Μια αγάπη για το καλοκαίρι» (1995)
- «18 μεγάλες επιτυχίες» (1995, CD)